# Lazurit
Lazurit (či ultramarín) je minerál, hlinitokřemičitan sodíku a vápníku spadající do skupiny foidů. Přesněji se jedná o tektosilikát, který je hlavním členem sodalitové skupiny.  Je známý od starověku; mineralogicky byl jako „lazurit“ poprvé popsán v roce 1891. Jeho jméno bylo odvozeno z perského لاجورد‎ (lazhward), jež znamená „modrý“. Lazurit tvoří hlavní součást horniny Lapis lazuli, ve které se podílí na jejím složení 25 až 40 %.

## Vznik
Jedná se o minerál silně kontaktně metamorfovaných vápenců.

## Vlastnosti
- Fyzikální vlastnosti: Tvrdost 5 - 5,5, hustota 2,42 g/cm3, štěpnost nedokonalá dle {110}, lom nerovný až lasturnatý, není radioaktivní.
- Optické vlastnosti: Barva je temně modrá, azurově modrá, fialově modrá nebo nazelenale modrá. Vryp má bílý, lesk matný až skelný a je průsvitný až průhledný. Není UV aktivní.
- Chemické vlastnosti: Obsah jednotlivých prvků - O 38,53%, Si 16,91%, Al 16,24%, Na 13,84%, Ca 8,04%, S 6,43%, tato data byla vypočtena z empirického vzorce Na3CaAl3Si3O12S. Časté nečistoty jsou v podobě Fe, Mg, K a H2O.

## Výskyt
- Stejně jako u minerálu Afghanitu je typovou lokalitou Afghánistán, v dole Lapis-lazuli Mine, na lokalitě Sar-e-Sang v provincii Badachšán.
- V současnosti je lazurit ve velkém těžen okolo Bajkalského jezera v Rusku a v Chile,[1] tam je lazurit dokonce považován za chilský národní kámen.
- Dále je známý z Itálie, lokalita Monte Somma

## Parageneze
Vyskytuje se společně s kalcitem, pyritem, diopsidem, humitem, forsteritem, haüynem a muskovitem.

## Využití
Brousí se jako drahý kámen a již od starověku a středověku byl lazurit těžen v Badachšánu, oblasti Afghánistánu, v podobě polodrahokamu lapis lazuli, dodnes jde celosvětově o jeho hlavní zdroj. Jeho drcením byla získávána velmi vzácná barva ultramarín, což napovídá i samotný název této barvy: Jde o složení latinských slov „ultra“ (nad, dále, tedy přeneseně i za, zpoza) a „mare“ (moře).